# Bystryk (hromada Różyn)
Bystryk (ukr. Бистрик, hist. pol. Bystrzyk) – wieś na Ukrainie, w obwodzie żytomierskim, w rejonie berdyczowskim, w hromadzie Różyn. W 2001 liczyła 1557 mieszkańców.